# アイム・ア・スレイヴ・フォー・ユー
「アイム・ア・スレイヴ・フォー・ユー」（I'm a Slave 4 U）は、アメリカ合衆国の歌手のブリトニー・スピアーズの楽曲である。

## 解説
3枚目のオリジナル・アルバム『ブリトニー』に収録され、アルバムから最初のシングルとして2001年9月24日にリリースされた。各国の週間シングルチャートでは、ルーマニアで1位を獲得、ドイツで3位、イギリス、イタリア、フィンランドで4位となった。
ファレル・ウィリアムス率いるザ・ネプチューンズがプロデュースを手掛け、これまでの親しみやすいイメージを覆すようなサウンドや過激なプロモーションビデオとダンスが話題となった。ビデオは2002年のMTV Video Music Awardsで振付賞を含む3部門にノミネートされている。
2001年のMTV Video Music Awardsで初披露され、印象的な振付のダンスに加え、生きているニシキヘビを肩にかけるパフォーマンスやホワイトタイガーが登場するステージが大きな話題と反響を呼んだ。
カップリングとして収録されている「インティマデイテッド」("Intimidated"）はアルバム未収録曲。
本曲はマイリー・サイラス、セレーナ・ゴメス、リンジー・ローハンなどが後に発表した曲にも影響を与え、2024年にはラッパーのタイガが本曲をサンプリングした「スレイヴ」を発表している。
2021年、ビルボードは「2001年に発表された最も素晴らしい楽曲」のランキングの中で本曲を3位にランク付けしている。

## 収録曲
日本盤　CDシングル
1. アイム・ア・スレイヴ・フォー・ユー
2. アイム・ア・スレイヴ・フォー・ユー（インストゥルメンタル）
3. インティマデイテッド

## チャート
| チャート (2001–2002)                         | 最高 順位 |
| -------------------------------------------- | --------- |
| オーストラリア (ARIA)                        | 7         |
| オーストリア (Ö3 Austria Top 40)             | 6         |
| ベルギー (Ultratop 50 Flanders)              | 6         |
| ベルギー (Ultratop 50 Wallonia)              | 4         |
| カナダ (Nielsen SoundScan)                   | 8         |
| カナダ CHR (en:Nielsen BDS)                  | 11        |
| クロアチア (HRT)                             | 7         |
| デンマーク (Tracklisten)                     | 8         |
| ヨーロッパ (Music & Media)                   | 5         |
| European Radio Top 50 (Music & Media)        | 12        |
| フィンランド (Suomen virallinen lista)       | 4         |
| フランス (SNEP)                              | 8         |
| ドイツ (GfK Entertainment charts)            | 3         |
| ギリシャ (IFPI)                              | 6         |
| アイルランド (IRMA)                          | 6         |
| イタリア (FIMI)                              | 4         |
| イタリア向けエアプレイ (Music & Media)       | 12        |
| 日本 (オリコン)                              | 33        |
| オランダ (Dutch Top 40)                      | 6         |
| オランダ (Single Top 100)                    | 9         |
| ニュージーランド (Recorded Music NZ)         | 13        |
| ノルウェー (VG-lista)                        | 3         |
| ポルトガル (AFP)                             | 2         |
| ルーマニア (Romanian Top 100)                | 10        |
| ロシア向けエアプレイ (Music & Media)         | 15        |
| スカンジナビア向けエアプレイ (Music & Media) | 4         |
| スコットランド (Official Charts Company)     | 4         |
| スペイン (PROMUSICAE)                        | 6         |
| スウェーデン (Sverigetopplistan)             | 7         |
| スイス (Schweizer Hitparade)                 | 7         |
| UK シングルス (OCC)                          | 4         |
| UK インディ (OCC)                            | 1         |
| US Billboard Hot 100                         | 27        |
| US Dance Club Songs (Billboard) Remixes      | 4         |
| US Hot R&B/Hip-Hop Songs (Billboard)         | 85        |
| US Pop Airplay (Billboard)                   | 15        |
| US Rhythmic (Billboard)                      | 21        |
| US CHR/Pop (Radio & Records)                 | 18        |
| US CHR/Rhythmic (Radio & Records)            | 31        |

| チャート (2001)                       | 順位 |
| ------------------------------------- | ---- |
| オーストラリア (ARIA)                 | 99   |
| ベルギー (Ultratop 50 Flanders)       | 52   |
| ベルギー (Ultratop 50 Wallonia)       | 50   |
| ブラジル (Crowley Broadcast Analysis) | 24   |
| カナダ (Nielsen SoundScan)            | 124  |
| ヨーロッパ (Music & Media)            | 59   |
| フランス (SNEP)                       | 64   |
| アイルランド (IRMA)                   | 70   |
| オランダ (Dutch Top 40)               | 81   |
| オランダ (Single Top 100)             | 78   |
| ルーマニア (Romanian Top 100)         | 93   |
| スウェーデン (Hitlistan)              | 58   |
| スイス (Schweizer Hitparade)          | 68   |
| 台湾(Hito Radio)                      | 54   |
| イギリス (OCC)                        | 83   |